# Isolaccio di Fiumorbo
Isolaccio di Fiumorbo (in francese Isolaccio-di-Fiumorbo, in corso L'Isulacciu di Fiumorbu) è un comune francese di 387 abitanti situato nel dipartimento dell'Alta Corsica nella regione della Corsica.
Il comune comprende sette centri abitati: Isolaccio o l'Isulacciu (capoluogo), i Bagni o Petrapola, l'Acciani, l'Aghjola, u Tassu, i Piazzili, a Traghjina.

## Società

### Evoluzione demografica
Abitanti censiti